# Anna Gostomelsky
Anna Gostomelsky (hébreu : אניה גוסטומלסקי), née le 9 juin 1981 à Kiev en RSS d'Ukraine, est une nageuse israélienne.

## Carrière
Elle est médaillée de bronze du 50 mètres dos aux Championnats d'Europe de natation en petit bassin 2006 à Helsinki.